# جوليا أوكونور
جوليا أوكونور (بالإنجليزية: Julia O'Connor)‏ هي نقابية أمريكية، ولدت في 1890، وتوفيت في 1972.